# 青海锦鸡儿
青海锦鸡儿（学名：Caragana chinghaiensis）为豆科锦鸡儿属下的一个种。

## 扩展阅读
- 維基物種上的相關：青海锦鸡儿